# ワールドビジネスガーデン
ワールドビジネスガーデン（略称：WBG）は、千葉県千葉市美浜区の幕張新都心にある超高層建築物。マリブイーストタワーとマリブウエストタワーの2棟からなるツインタワーで構成されている。

## 概要

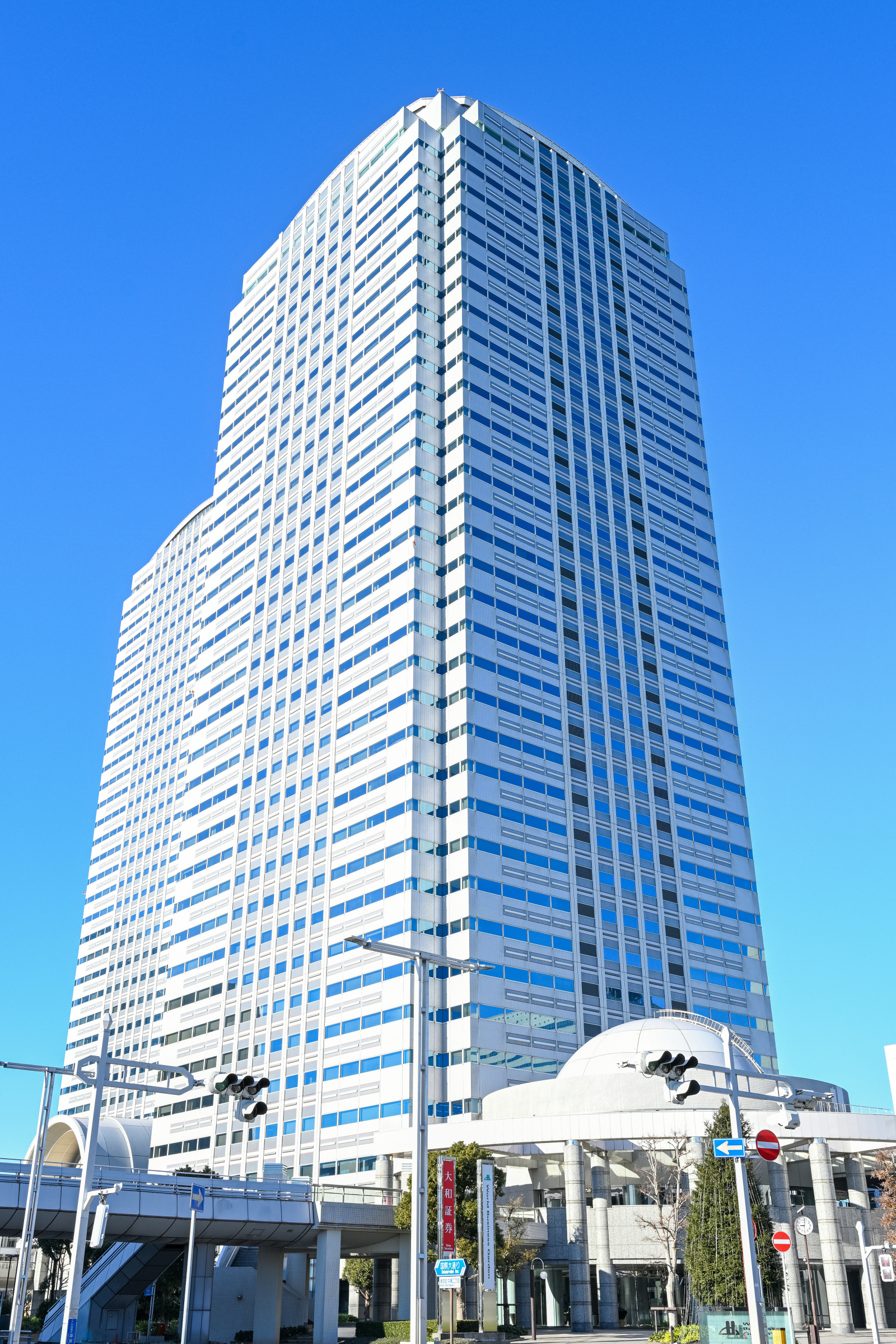
手前がマリブイーストタワー（海浜幕張駅側）

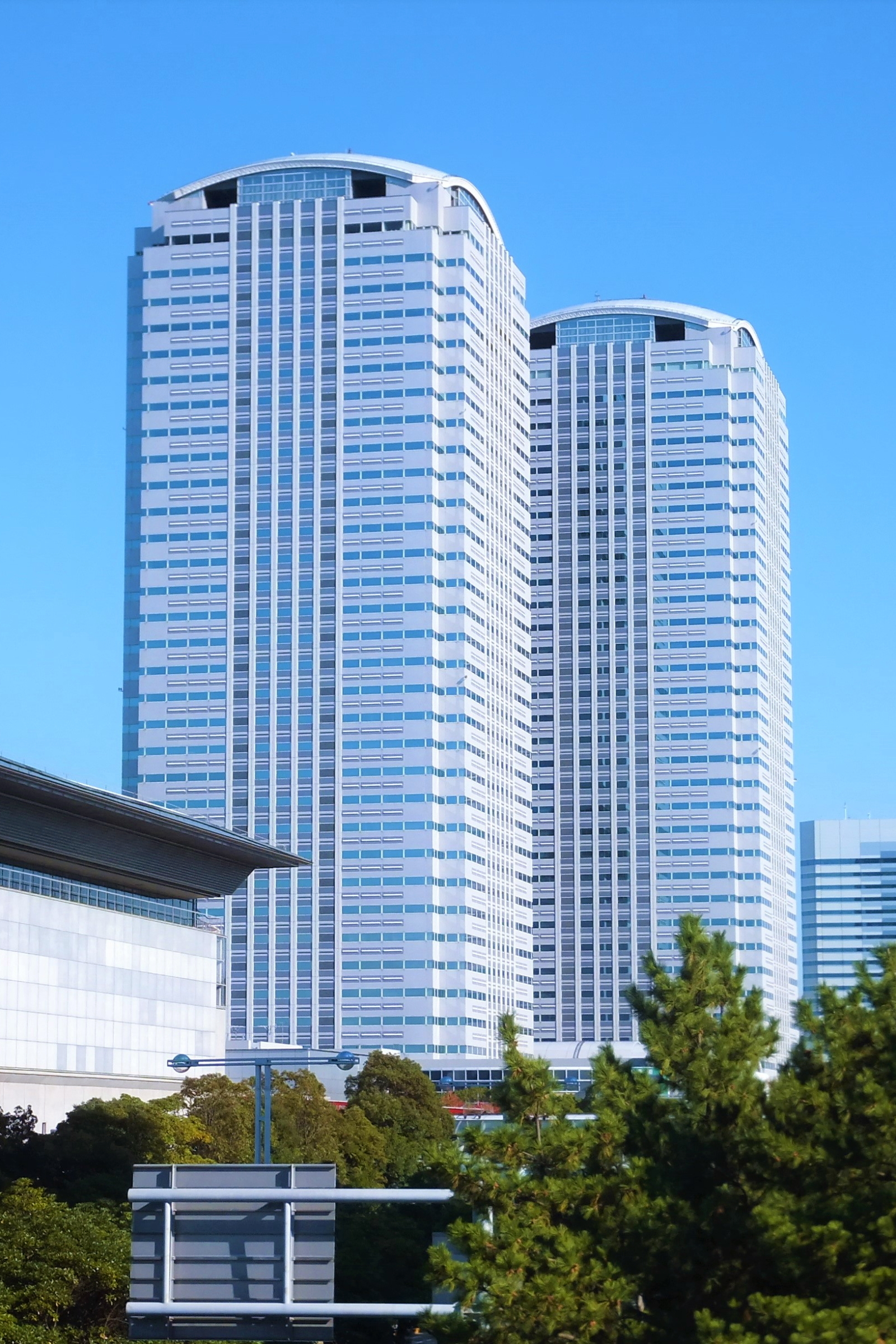
手前がマリブウエストタワー（幕張メッセ側）

1991年に完成した当時は千葉県で最も高いビルであり、延べ床面積はサンシャイン60に次いで日本で2番目の広さであった。開館時には日本初のサービス付きのオフィスフロアが開設された。外壁はプレキャスト板カーテンウォールとなっている。
低層部は、30店舗以上のショップ&レストランで構成され、千葉銀行の支店が入るマリブアネックスと400席のカフェテリアを始め、和食・洋食・中華のレストランが入るマリブダイニングとなっている。マリブダイニングには3層の吹き抜けを持つアトリウムがあり、2011年9月27日まで毎週火曜日12時53分からbayfmで、WBG入居企業のキーマンを招いてのトーク番組「WBG FRONT LINE」の生放送が行われていた。
三井不動産はオフィスワーカーと文化・芸術の交流に努めており、竣工以来アトリウムコンサートやクリスマスイルミネーションの開催を実施し、エントランスホールの壁面（ドーム型）には横75メートル縦1.8メートルの日本画「刻（とき） - 時空の流転」を常設展示している。

## 歴史
- 1991年（平成3年）10月 - ワールドビジネスガーデンが竣工[7]。
- 2004年（平成16年）
  - 12月13日 - エントランスホールに日本画を常設展示。
  - 12月12日 - 12月26日 - マリブイースト棟1階にて柳沢正人日本画展を開催[8]。

## 主要テナント
- 三井不動産ビルマネジメント
- 東芝
- 日本ヒューレット・パッカード
- 丸紅インフォテック
- 日本貿易振興機構（JETRO）
- 富士フイルムビジネスイノベーション
- ソニー生命保険
- 千葉ロッテマリーンズ
- ビー・エム・ダブリュー・ジャパン・ファイナンス
- 東京海上日動火災保険
- Youth Theatre Japan（YTJ）
- スターバックス
- セブン-イレブン
- ベイエフエム
- フジフーズ
- フェデラルエクスプレス ジャパン
- メルセデス・ベンツ日本
- 出光エンジニアリング
- OPA
- イオンコンパス
- トライ・インターナショナル

## 館内施設
- マリブイースト14階
  - ジャパン・ビジネス・センター（JBC）
    - 1室18平方メートルから34平方メートルの賃貸オフィス。大小の会議室・応接室・資料閲覧ラウンジ・リフレッシュコーナーなどのスペースもあり、企業や個人のためにビジネスサポートも提供している[9]。
- マリブイースト15階
  - ベンチャーサポートセンター（VSC）
    - ベンチャー企業向け25平方メートルから62平方メートルのオフィススペース。
- マリブイースト21階
  - 外資系企業スタートアップセンター（FASuC）
    - 外資系企業の進出を促進するために千葉県の支援体制を備えた外資系企業の進出拠点施設として2003年1月に開設。約21平方メートルから56平方メートルの15室のオフィスバリエーション。施設内には共用会議室・ミーティングブースも備えている[10]。

## 設備
- エレベーター[4]
  - マリブイースト：乗用18台(東芝製)、荷物用（非常用）2台（高層棟）
  - マリブウエスト：乗用18台(日立製)、荷物用（非常用）2台（高層棟）
- コンセント容量
  - 平方メートルあたりの電気容量30（増設可）
- 空調
  - インテリアゾーン：変風量単一ダクト方式
  - ペリメーターゾーン：定風量単一ダクト方式

## アクセス
- 鉄道
  - JR東日本 海浜幕張駅南口 徒歩約2分
- バス
  - リムジンバスで成田国際空港約30分、東京国際空港約45分
- 自動車
  - 東関東自動車道 湾岸千葉インターチェンジ
  - 東関東自動車道 湾岸習志野インターチェンジ
  - 京葉道路 幕張インターチェンジ

## 作品
- 『新建築』 - 1989年8月号に掲載[11]。
- 『ドクターX〜外科医・大門未知子〜』-2014年放送のドラマseason3にて国立高度医療センターのロケ地として使用